# Église Saint-Martin de Barbeville
Pour les articles homonymes, voir Église Saint-Martin.
L'église Saint-Martin est une église catholique située à Barbeville, en France. Datant du XIIIe siècle, elle est partiellement inscrite au titre des Monuments historiques.

## Localisation
L'église est située dans le département français du Calvados, au nord-est du territoire de Barbeville, à proximité du château.

## Historique
La façade ouest est inscrite au titre des Monuments historiques depuis le 22 octobre 1926.

## Mobilier
- Orgue de tribune Aristide Cavaillé-Coll, classé à titre d'objet en 1999[2].